# San Adrián del Valle
San Adrián del Valle is een gemeente in de Spaanse provincie León in de regio Castilië en León met een oppervlakte van 15,84 km². San Adrián del Valle telt 109 inwoners (1 januari 2016).

## Demografische ontwikkeling
Bron: INE, 1857-2011: volkstellingen
Opm.: Voor 1857 behoorde San Adrián del Valle tot de gemeente La Antigua